# Hoosiers
Hoosiers is een Amerikaanse film uit 1986 geregisseerd door David Anspaugh. De film werd gebaseerd op een waargebeurd verhaal en in 2001 opgenomen in het National Film Registry. Zowel de filmmuziek van Hoosiers als bijrolspeler Dennis Hopper werden genomineerd voor een Academy Award, waarbij Hopper tevens genomineerd werd voor een Golden Globe.

## Verhaal
Norman Dale (Gene Hackman), is een voormalig basketbalcoach die het basketbalteam van een middelbare school in een klein Amerikaans dorpje de landelijke kampioenschappen helpt te bereiken.

## Rolverdeling
| Acteur               | Personage      |
| -------------------- | -------------- |
| Gene Hackman         | Norman Dale    |
| Barbara Hershey      | Myra Fleener   |
| Dennis Hopper        | Shooter        |
| Sheb Wooley          | Cletus         |
| Fern Persons         | Opal Fleener   |
| Chelcie Ross         | George         |
| Robert Swan          | Rollin         |
| Michael O'Guinne     | Rooster        |
| John Robert Thompson | Sheriff Finley |